# Amy Pieters
Amy Pieters (Haarlem, 1 de junho de 1991) é uma desportista neerlandesa que compete no ciclismo nas modalidades de pista e rota. É filha do ciclista Peter Pieters.
Ganhou três medalhas no Campeonato Mundial de Ciclismo em Pista entre os anos 2018 e 2020, e três medalhas no Campeonato Europeu de Ciclismo em Pista entre os anos 2017 e 2019.
Em estrada obteve duas medalhas no Campeonato Mundial de Ciclismo em Estrada, ouro em 2019 e prata em 2018, e duas medalhas de ouro no Campeonato Europeu de Ciclismo em Estrada de 2019.
Participou nos Jogos Olímpicos de Verão de 2012, ocupando o 6.ª lugar na prova de perseguição por equipas.

## Equipas

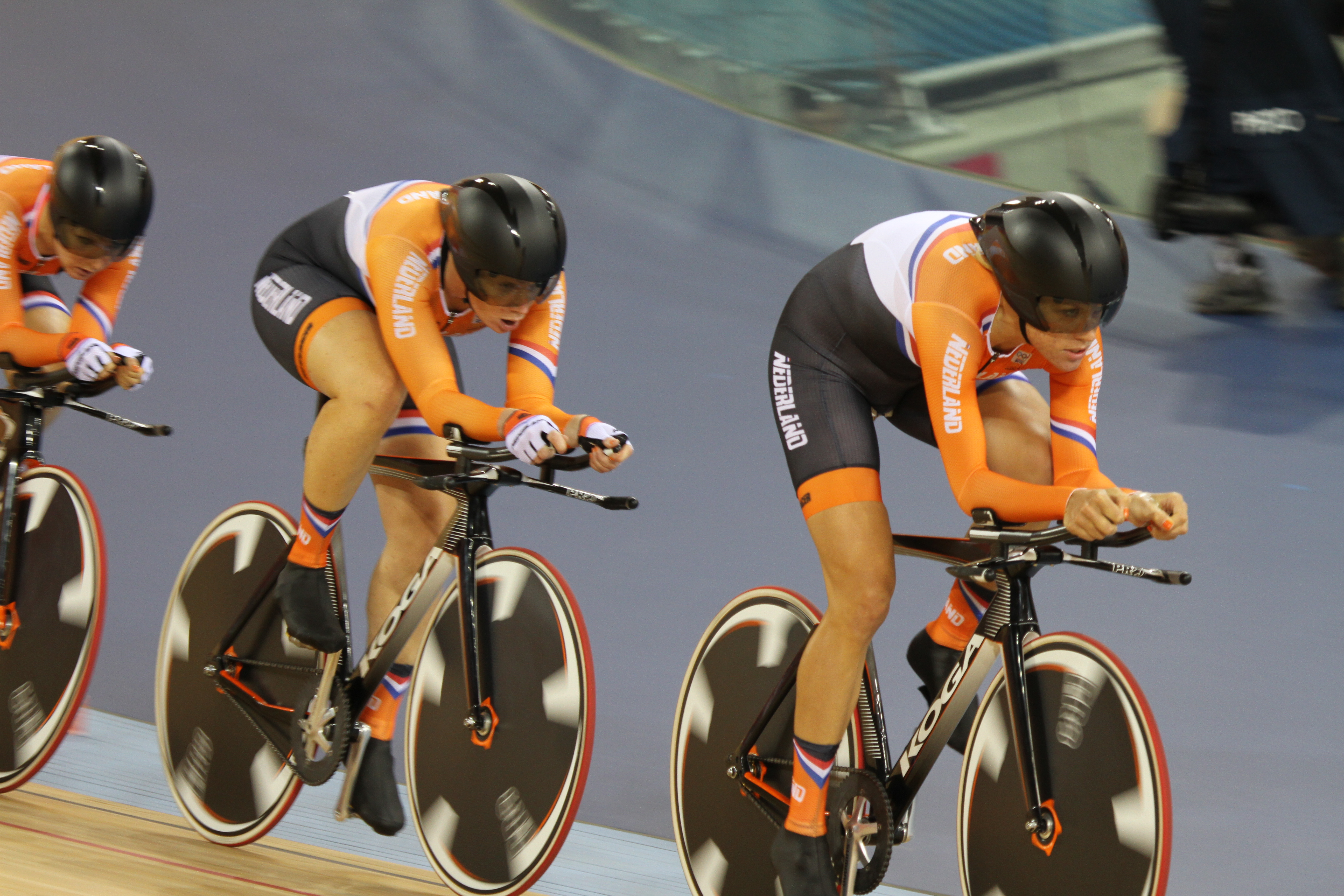
Amy Pieters (esquerda) juntamente com Ellen van Dijk (direita) e Kirsten Wild (centro) competindo na perseguição por equipes em Londres 2012.